# ケープアカハーテビースト
ケープアカハーテビースト Alcelaphus caama caama は、偶蹄目ウシ科に属するアカハーテビーストの亜種で、南アフリカ・ケープ地方に生息していたが、すでに絶滅した。
角の大きさは70cmほど。体色は赤みを帯びた褐色で、頭と脚に黒い斑点があり、尾は黒かった。
ボーア人の入植とともに、ケープアカハーテビーストの数は減り始めた。毛皮や肉を目当てにされ、あるいはキタハーテビーストと同じようになぜかウシの伝染病を持っていると誤解されたりして、狩猟の対象になったためである。1883年までには、野生のものは見られなくなっていたという。そして1940年、ケープアカハーテビーストの最後の生き残りを保護していた一家が倒産し、当時55頭いたというケープアカハーテビーストは全て射殺された。おそらく毛皮などを売って債権の足しにするつもりだったのであろうし、別にパンダやドードーではないから生きたまま売った方が高いようには見えなかったのであろう。ともかく、ケープアカハーテビーストはこれを最後に絶滅した。